# Bettina Weiguny

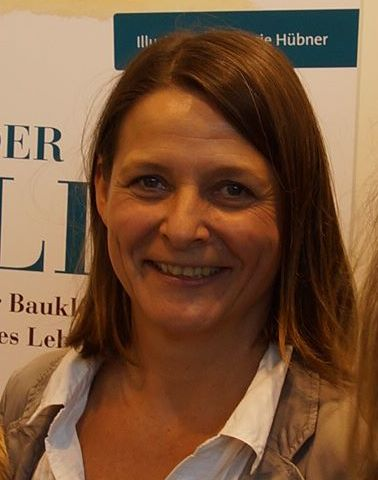
Bettina Weiguny (2014)

Bettina Weiguny (* 1970 in Freiburg im Breisgau) ist eine deutsche Journalistin mit dem Schwerpunkt Wirtschaft und Politik und Sachbuchautorin.

## Leben und Wirken
Bettina Weiguny studierte in München, Göttingen und Newcastle Germanistik und Anglistik. 1996 trat sie ein Volontariat beim Nachrichtenmagazin „Focus“ in München an und arbeitete später im Brüsseler Büro des „Focus“. Seit 2001 publiziert sie ihre Kolumne „Ein Balance-Akt“ im Wirtschaftsteil der Frankfurter Allgemeinen Sonntagszeitung, für die sie als feste Freie Mitarbeiterin arbeitet. Außerdem schreibt sie für den Stern, Die Zeit, die Brigitte und den Focus.
Sie hat mehrere Sachbücher veröffentlicht, unter anderem Die geheimnisvollen Herren von C & A (2005) und Bionade – eine Limo verändert die Welt (2008) sowie Her mit der Million (2014). Sie ist verheiratet, lebt in Bad Soden am Taunus und hat drei Kinder.

## Bücher
- Die geheimnisvollen Herren von C & A. Der Aufstieg der Brenninkmeyers. Eichborn Verlag, Frankfurt am Main 2005, ISBN 978-3-8218-5600-1.
- Bionade. Eine Limo verändert die Welt.  Eichborn Verlag, Frankfurt am Main 2009, ISBN 978-3-8218-5705-3.
- Wirecard. Das Psychogramm eines Jahrhundertskandals, zusammen mit Georg Meck. Goldmann, München 2021, ISBN 978-3-442-31631-1.
- Denn es ist unsere Zukunft. Junge Rebellinnen verändern die Welt – von Greta Thunberg bis Emma González. Rowohlt Berlin, Berlin 2021, ISBN 978-3-7371-0111-0.[3]